# Катастрофа Martin 2-0-2 под Уиноной
Катастрофа Martin 2-0-2 под Уиноной — авиационная катастрофа, произошедшая в воскресенье 29 августа 1948 года в штате Висконсин к северо-западу от Уиноны (штат Миннесота). Авиалайнер Martin 2-0-2 американской авиакомпании Northwest Airlines выполнял пассажирский рейс из Чикаго в Миннеаполис и только начал снижаться к аэропорту назначения. Но затем он вдруг разрушился на несколько частей, после чего рухнул на землю в округе Баффало, при этом погибли 37 человек. Это первая и крупнейшая, по масштабам, катастрофа в истории самолёта Martin 2-0-2, а также крупнейшая авиакатастрофа в штате Висконсин.

## Самолёт
Martin 2-0-2 с регистрационным номером NC93044 (заводской — 9165) был выпущен 16 марта 1947 года, а 8 ноября поступил к заказчику — американской авиакомпании Northwest Airlines (сама она себя в рекламе называла Northwest Orient Airlines). Был оснащён двумя поршневыми двигателями Pratt & Whitney R-2800-CA18, оборудованными воздушными винтами производства Hamilton Standard с гидравлическим приводом шага винта. Наработка каждого двигателя составляла 625 часов с момента производства и они не проходили ещё ни одного капитального ремонта. Общая наработка самолёта на момент происшествия составляла 1321 час.

## Экипаж
Лётный экипаж (в кабине) лайнера состоял из двух пилотов:
- Командир воздушного судна — 30-летний Роберт Л. Джонсон (англ. Robert L. Johnson). 26 февраля 1942 года был назначен вторым пилотом-стажёром, а 12 марта получил квалификацию второго пилота. 19 июня 1944 года был повышен до командира самолёта. Имел общий налёт 5502 часа, в том числе 311 часов на Martin 2-0-2.
- Второй пилот — 27-летний Дэвид Ф. Бреннер (англ. David F. Brenner). 29 марта 1943 года был назначен вторым пилотом-стажёром, а 12 мая получил квалификацию второго пилота. Имел общий налёт 2380 часов, в том числе 155 часов на Martin 2-0-2.

## Катастрофа
В тот день самолёт выполнял пассажирский рейс NW-421 из Чикаго в Миннеаполис и в 15:50 поднялся в воздух. Всего на борту находились 33 пассажира, 4 члена экипажа, 800 галлонов топлива и 1038 фунтов (471 кг) багажа, а общий взлётный вес самолёта по расчётам составлял 38 015 фунтов (17 243 кг), что было в пределах нормы; центровка также не выходила за установленные пределы. Согласно полученному экипажем прогнозу погоды, на маршруте ожидались хорошие погодные условия, лишь у Ла-Кросса (Висконсин) и Рочестера (Миннесота) имелись отдельные грозы, сопровождавшиеся дождём.
Полёт проходил без отклонений на высоте 8000 футов (2400 м), когда в 16:55 было доложено о пролёте Ла-Кросса. Диспетчер дал разрешение на снижение, а спустя четыре минуты, в 16:59 с самолёта доложили о прохождении высоты 7000 футов (2100 м). Это был последний радиообмен с бортом NC93044. Больше экипаж на связь уже не выходил и на вызовы не отвечал.
Согласно показаниям жителей округа Уинона, в это время с северо-запада приближалась крупная гроза, сопровождавшаяся многочисленными молниями и громом, а также сильным ветром. Затем примерно в 17:05 появился двухмоторный «Мартин», который после исчез из виду в облаках. А спустя несколько секунд из облаков неожиданно появились части лайнера, которые рухнули на восточном берегу Миссисипи в округе Баффало (Висконсин) и в четырёх милях к северо-западу от Уиноны (Миннесота). Все 37 человек на борту погибли. По числу жертв это крупнейшая авиакатастрофа в штате Висконсин. Также это первая и крупнейшая катастрофа в истории самолёта Martin 2-0-2.

## Расследование
По изучению обломков было установлено, что самолёт разорвало на четыре основные части, которые были вытянуты вдоль курса 335°, что примерно совпадало с трассой полёта. Первой на землю упала левая внешняя консоль крыла, которую нашли на 2 мили (3,2 км) к северу от Уиноны. При этом консоль отделилась вместе с передней кромкой крепления элеронов и небольшим фрагментом фюзеляжа. Далее по курсу полёта через 0,7 мили (1,1 км) находилась часть фюзеляжа, разорванная по диагонали от левого крыла к хвосту, отделившись вместе с левым стабилизатором и килем. Проверка рулей высоты и направления показала, что они исправны, а их крепления достаточно хорошо сохранились. Третья часть находилась уже на удалении 0,35 мили (0,56 км) к северо-западу и включала в себя заднюю часть левого крыла и хвостовую часть фюзеляжа вместе с правым стабилизатором. Ещё через 0,75 мили (1,2 км) находилась основная часть обломков — средняя и передняя часть фюзеляжа с правым крылом, двигателями и частью левого крыла.
Сразу на месте обнаружения были обследованы двигатели и воздушные винты и не было найдено признаков их отказа до удара о землю. Удалось проверить также электрические и радионавигационные системы, которые тоже оказались исправны. Никаких следов воздействия статического электричества или удара молнии обнаружить не удалось.

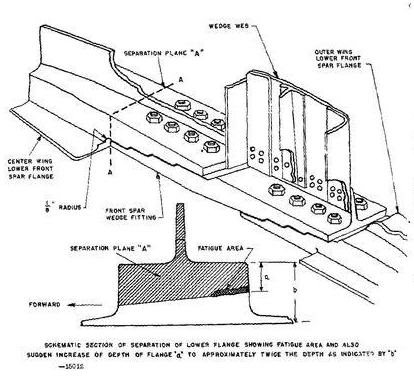
Схематическое изображение местонахождения усталостной трещины

По изучению обломков следователи скоро пришли к выводу, что разрушение в воздухе началось с отделения внешней консоли левого крыла примерно с середины длины. Экспертиза места разлома позволила определить его очаг — усталостная трещина длиной 7/8 дюйма (22 мм) и глубиной 3/32 дюйма (2,3 мм). Тут сразу обратил на себя случай с бортом NC93042, также авиакомпании Northwest Airlines. Тот выполнял рейс из Чикаго в Миннеаполис чуть позже борта NC93044 и столкнулся со средней турбулентностью и дважды испытал удары перегрузки. После лайнер выполнил рейс в Дулут, а затем вернулся в Миннеаполис, где при осмотре техник обнаружил на нижней части правого крыла разрыв. Более тщательная проверка показала, что произошло разрушение переднего лонжерона нижнего фланца правого крыла, причём это произошло в той же точке, что и на отделившемся левом крыле борта NC93044. Тогда лонжероны обоих бортов отправили на экспертизу для проверки использованного для их изготовления алюминиевого состава. Но экспертиза пришла к заключению, что химический состав сплава соответствует установленному, а его физические свойства, включая относительное удлинение, прочность на растяжение и предел текучести не ниже, а даже выше установленных для данного материала пределов.
Однако когда была выполнена микросъёмка мест разрушений, то выявилось большое число усталостных трещин. Неизвестно, сколько времени прошло для образования этих микротрещин, но было понятно, что они продолжали бы развиваться, пока не произошло бы разрушение конструкции. Проверка других 17 «Мартинов» компании Northwest выявила у трёх из них наличие усталостных трещин в тех же местах, что и у бортов NC93042 и NC93044. А ещё пять самолётов имели усталостные трещины в нижней части крыла в других местах, причём у трёх самолётов трещины имелись на обоих крыльях, а у двух — на одном. Но так как с момента вылета рейса 421 из Чикаго и до момента его разрушения прошло больше часа, то понятно, что усталостные трещины были не единственным фактором разрушения крыла, а требовался ещё один.
В тот день со стороны Канады на юг надвигался антициклон, сопровождавшийся холодным воздухом, а перед ним шёл холодный фронт, который простирался через Висконсин с востока на юг. В районе Ла-Кросса этот холодный фронт столкнулся со стоящими тёплым воздухом, что привело к мощным конвекционным образованиям и созданию шквальной линии. Эти шквальные ветра быстро приблизились к Уиноне, но никто из свидетелей не указывал на наличие торнадо, да и ветра были не настолько сильны, чтобы ломать толстые ветки или вырывать деревья. Однако экипажи других самолётов, которые пролетали этот район в течение часа до и после происшествия, сообщали, что они наблюдали мощную грозу, которая имела пугающий вид, а между облаками и облаками и землёй было видно большое число молний. Многие самолёты обошли этот грозовой очаг, а экипаж, который в 17:50 прошёл зону грозы на высоте 4000 футов (1200 м), позже сообщил, что никогда ранее не сталкивался с такой сильной турбулентностью.
Но и самолёт Martin 2-0-2 должен был быть не промах. Созданный по новейшим на тот момент требованиям, он рассчитывался на то, чтобы при скорости полёта 255 узлов выдерживать порывы до скорости 53 фута (16 м) в секунду, а при скорости полёта 170 узлов — порывы до 77 футов (23 м) в секунду. В ходе сертификационных полётов эти лайнеры налетали 240 000 миль (390 000 км) над Атлантическим и Тихим океанами, обоими Америками, а также Азией, причём на высотах 15 000 футов (4600 м), а то и 16 000 футов (4900 м) они часто сталкивались с сильными штормами. И ведь ни один самолёт не разрушился, в отличие от случая над Уиноной. Тогда был проведён тест, насколько сильная должна быть турбулентность, чтобы разрушилось крыло, в конструкции которого имеются усталостные трещины, аналогичные обнаруженным на разбившемся самолёте. И эти испытания показали, что достаточно порывов со скоростью от 25 футов (7,6 м) до 35 футов (11 м) в секунду, чтобы произошло разрушение крыла с трещинами, как на борту NC93042, либо от 38 футов (12 м) до 48 футов (15 м) в секунду для борта NC93044.
Возможно, что когда рейс 421 получил разрешение на снижение и приблизился к грозе, его опытные пилоты решили пройти через эту опасную зону на пониженной скорости, так как они были уверены в своём самолёте, думая, что он выдержит. Но пилоты не знали, что в левом крыле имелась усталостная трещина, которая не только снижала прочность конструкции, но и являлась очагом концентрации напряжений, которые, в свою очередь, вызвали дальнейший рост трещины. Столкнувшись в грозе с сильными порывами, ослабленная конструкция не выдержала перегрузок, после чего произошло отделение внешней части левого крыла. Отделившаяся часть крыла ударила в хвостовую часть фюзеляжа, в результате чего разрубила его по диагонали, сама при этом разломившись пополам. Потеряв управление, разрушенный самолёт упал на землю.

## Причины
1. Авиакомпания и самолёт имели необходимые сертификаты.
2. Martin 2-0-2 борт NC93044, выполняя рейс 421 из Чикаго в Миннеаполис, поднялся в воздух в 15:50 29 августа 1948 года.
3. За шесть минут до катастрофы экипаж доложил о прохождении высоты 7000 футов (2100 м), при этом не сообщая ни о каких механических повреждениях.
4. Непосредственно перед катастрофой, в районе Уиноны (Миннесота) лайнер влетел в сильную грозу, в которой разрушился на несколько частей, после чего упал на землю.
5. Обломки разбросало на 1,8 мили (2,9 км) по курсу 335° вдоль траектории полёта самолёта. Первыми отделились передняя половина внешней консоли левого крыла, хвостовое оперение и задняя половина внешней консоли левого крыла.
6. Проверка конструкции переднего лонжерона крыла в средней части показала наличие в нём усталостной трещины длиной 7/8 дюйма и глубиной 3/332 дюйма. Остальная часть разрушилась из-за концентрации напряжений.
7. Начавшись в передней нижней части центрального лонжерона средней секции, разрушение по низу продлилось до заднего лонжерона, а затем перешло и на верхние крепления.
8. Потеряв часть левого крыла, самолёт вошёл в левый крен, после чего упал в четырёх милях к северо-западу от Уиноны.
9. Через несколько часов у борта NC93042 были найдены на крыле усталостные трещины и разрушение переднего лонжерона, аналогичные разрушениям на борту NC93044. Оба самолёта пролетели одну и ту же грозу, но с интервалом в один час. Спустя два дня после происшествия аналогичные усталостные трещины были найдены ещё на трёх «Мартинах».
10. Был проверен фрагмент крыла самолёта, который участвовал в сертификационных полётах, ещё до начала эксплуатации Martin 2-0-2. И в корневой части крыла также были обнаружены усталостные трещины.

Причиной катастрофы было названо отделение внешней части левого крыла. Это разрушение было вызвано прежде всего усталостной трещиной в передней части силового набора крыла, образовавшейся из-за ошибок дизайна конструкции. Другим фактором стало попадание лайнера в сильную грозу, где из-за воздействия больших перегрузок произошёл рост трещины, значительно ослабившей конструкцию

### Комментарии
1. ↑  Здесь и далее по умолчанию указано Центральноамериканское время (CST).